# Референдумы в Эквадоре (1997)
Референдумы в Эквадоре проходили 25 мая 1997 года. Голосование включало 14 вопросов. Избирателей спрашивали, одобряют ли они отставку президента Абдалы Букарама Национальным конгрессом, назначение Фабиана Аларкона временным президентом на 12 месяцев, созыв Конституционного собрания, следует ли избирать Конституционное собрание путём прямых выборов или по назначению, следует ли вводить ограничения на расходы для избирательных кампаний, должны ли избиратели иметь возможность изменять списки избирателей, следует ли проводить выборы в Национальное собрание одновременно с первым или со вторым туром президентских выборов, следует ли отменять регистрацию политических партий, которые не смогли преодолеть 5%-й избирательный порог на двух последовательных выборах, должен ли Высший избирательный трибунал отражать политический состав Национального конгресса, должен ли Национальный конгресс назначать руководителей государственных компаний с большинством в две трети голосов, реформы системы правосудия, позволяющие Верховному суду назначать членов судебной власти, должны ли быть отстранены от должности выборные должностные лица, совершившие уголовное преступление, и должен ли Национальный конгресс исполнять 13 вышеуказанных предложений. Все одиннадцать предложений были одобрены избирателями, кроме этого избиратели высказались за полную выборность Конституционного собрания и за проведение парламентских выборов одновременно с первым туром президентских выборов.
В 1997 году было избрано Конституционное собрание, которое разработало новую конституцию, вступившую в силу 10 августа 1998 года.

## Предвыборная обстановка
6 февраля 1997 года Конституционная ассамблея отстранила президента Букарама от должности по причине "умственной отсталости". Однако это не было сделано большинством в 67 из 100 членов, как это было предусмотрено Конституцией. 8 апреля исполняющий обязанности президента Аларкон издал указ 201, созвав референдум по 14 вопросам, как это разрешено статьей 58 конституции.

## Результаты
| Вопрос                                                                                    | За        | За    | Против    | Против | Недействительных/ пустых бюллетеней | Всего     | Зарегистрированных избирателей | Явка  |
| Вопрос                                                                                    | Голосов   | %     | Голосов   | %      | Недействительных/ пустых бюллетеней | Всего     | Зарегистрированных избирателей | Явка  |
| ----------------------------------------------------------------------------------------- | --------- | ----- | --------- | ------ | ----------------------------------- | --------- | ------------------------------ | ----- |
| Отставка президента Абдалы Букарама                                                       | 2 488 778 | 75,76 | 796 154   | 24,24  | 798 174                             | 4 083 106 | 6 890 832                      | 59,25 |
| Назначение Фабиана Аларкона и.о. президента                                               | 2 241 299 | 68,37 | 1 036 722 | 31,63  | 802 602                             | 4 080 623 | 6 890 832                      | 59,20 |
| Созыв Конституционного собрания                                                           | 1 903 962 | 64,58 | 1 044 188 | 35,42  | 1 130 671                           | 4 078 821 | 6 890 832                      | 59,19 |
| Ограничение на расходы для избирательных кампаний                                         | 1 999 776 | 69,87 | 862 377   | 30,13  | 1 218 078                           | 4 080 231 | 6 890 832                      | 59,21 |
| Отмена регистрации политических партий, дважды подряд не преодолевших 5%-й барьер         | 1 892 180 | 68,45 | 872 330   | 31,55  | 1 314 947                           | 4 079 457 | 6 890 832                      | 59,20 |
| Высший избирательный трибунал должен отражать политический состав Национального конгресса | 1 592 945 | 58,67 | 1 122 234 | 41,33  | 1 361 927                           | 4 077 106 | 6 890 832                      | 59,17 |
| Назначение Национальным конгрессом руководителей государственных компаний                 | 1 373 957 | 50,75 | 1 333 339 | 49,25  | 1 369 447                           | 4 076 743 | 6 890 832                      | 59,16 |
| Судебные реформы                                                                          | 1 651 162 | 60,73 | 1 067 724 | 39,27  | 1 356 506                           | 4 075 392 | 6 890 832                      | 59,14 |
| Назначение членов судебной власти Верховным судом                                         | 1 512 406 | 55,97 | 1 189 976 | 44,03  | 1 372 931                           | 4 075 313 | 6 890 832                      | 59,14 |
| Отстранение выборных должностных лиц, совершившие уголовное преступление                  | 1 615 292 | 60,25 | 1 065 850 | 39,75  | 1 393 477                           | 4 074 619 | 6 890 832                      | 59,13 |
| Разрешение на изменение списков избирателей                                               | 1 250 663 | 51,65 | 1 170 865 | 48,35  | 1 649 311                           | 4 070 839 | 6 890 832                      | 59,08 |
| Проведение одобренных реформ Национальным конгрессом в течение 60 дней                    | 1 790 383 | 66,88 | 886 459   | 33,12  | 1 396 259                           | 4 073 101 | 6 890 832                      | 59,11 |
| Источник: Direct Democracy                                                                |           |       |           |        |                                     |           |                                |       |

### Способ избрания Конституционного собрания
| Выбор                                      | Голосов   | %     |
| ------------------------------------------ | --------- | ----- |
| Полная выборность                          | 1 454 306 | 59,85 |
| Частичная выборность, частичное назначение | 975 807   | 40,15 |
| Недействительных/пустых бюллетеней         | 1 643 431 | –     |
| Всего                                      | 4 073 544 | 100   |
| Зарегистрированных избирателей/ Явка       | 6 890 832 | 59,12 |
| Источник: Direct Democracy                 |           |       |

### Выборы в Национальный конгресс
| Выбор                                          | Голосов   | %     |
| ---------------------------------------------- | --------- | ----- |
| Одновременно с 1-м туром президентских выборов | 1 469 052 | 61,30 |
| Одновременно с 2-м туром президентских выборов | 927 290   | 38,70 |
| Недействительных/пустых бюллетеней             | 1 678 271 | –     |
| Всего                                          | 4 074 613 | 100   |
| Зарегистрированных избирателей/ Явка           | 6 890 832 | 59,13 |
| Источник: Direct Democracy                     |           |       |